# Tabački mesdžid
Tabački mesdžid je mesdžid koja se nalazi u sarajevskom naselju Baščaršija, u ulici Halači. 

## Povijest
Tabački mesdžid je sagrađen 1651. u Sarajevu godine od Hadži Osmana po kojem je u to vrijeme nosio naziv - Hadži Osmanov mesdžid. Mesdžid je nekad kasnije dobio ime Tabački mesdžid po tabacima-zanatlijama kožarima s desne obale Miljacke koji su bili njegovi najčešći posjetitelji. Tabaci su dislocirani iz mesdžida u drugoj polovini 19. stoljeća, odnosno u vremenu Topal Osman-paše. Paša je izmjestio tabake jer su zagađivali okolinu, a mesdžid je sačuvao ime, bez obzira na to što danas, i već dugo vremena, nema tabaka u tom kraju.
Još prije nekoliko stoljeća Evlija Čelebi bilježi: 
Mesdžid je u više navrata gorio, a najveći požar je bio onaj koji je izazvao Eugen Savojski prilikom osvajanja Sarajeva 1697. godine. Mesdžid je obnavljalo nekoliko imućnijih ljudi iz Sarajeva, među kojima su najpoznatiji Mehmed-aga Burić i Salih-aga Smajlagić.
Smajlagić nakon obnove mesdžida uvakufio i kahanu na Baščaršiji čiji su prihodi bili namijenjeni rasvjeti u mesdžidu i za plaću mujezina. Dodao je kako se Tabački mesdžid nalazio na području Tabačke čaršije, gdje su radili tabaci (kožari), i oni su ga najviše koristili.
U spomenutom mesdžidu tijekom svetog mjeseca za muslimane, ramazana, organiziraju se različiti vjerski obredi, a tijekom cijele godine svakog četvrtka nakon jacija-namaza (noćne molitve) organiziraju se druženja i predavanja o islamu.
Tabački mesdžid je 2020. godine proglašen Nacionalnim spomenikom Bosne i Hercegovine.

## Vanjske povezice
- Simbol obazrivosti: Sarajevski Tabački mesdžid, mjesto gdje se stoljećima rađaju ideje